# Cybella bedosae
Espèce
Cybella bedosae est une espèce de pseudoscorpions de la famille des Feaellidae.

## Distribution
Cette espèce est endémique du Cambodge. Elle se rencontre à Kien Krol dans une grotte.

## Description
Le mâle holotype mesure 1,82 mm.

## Étymologie
Cette espèce est nommée en l'honneur d'Anne Bedos.

## Publication originale
- Judson, 2017 : A new subfamily of Feaellidae (Arachnida, Chelonethi, Feaelloidea) from Southeast Asia. Zootaxa, no 4258(1), p. 1-33.